# Paris 36
Paris 36 (Faubourg 36) è un film del 2008 diretto da Christophe Barratier.